# Fluoreto de titânio(III)
Fluoreto de titânio (III) (TiF3) é um composto químico inorgânico.

## Segurança
Deve-se evitar o contato com ácidos fortes, ar e humidade. É corrosivo.